# Referèndums a Suïssa el 2017
Set referèndums nacionals van tenir lloc a Suïssa durant el 2017. Les votacions es van dur a terme el 12 de febrer, el 21 de maig i el 24 de setembre. Cada referèndum va ser anunciat amb quatre mesos d'antelació per l'organisme responsable de coordinar-los, la Cancelleria Federal.

## Referèndums del febrer
Tres referèndums van tenir lloc el 12 de febrer:
- Un sobre el decret federal del 30 de setembre de 2016, per permetre una naturalització i integració més fàcils dels immigrants de tercera generació[4]
- Un sobre el decret federal del 30 de setembre de 2016, per crear un fons de reserva pel manteniment i construcció de carreteres nacionals i d'infraestructura urbana[5]
- Un sobre la llei federal del 17 de juny de 2016, per revisar els impostos sobre les empreses per atreure i retenir empreses internacionals al país[6]

### Resultats
| Pregunta                                                                    | A favor   | A favor | En contra | En contra | Blancs/nuls | Vots totals | Votants registrats | Participació | Cantons a favor | Cantons a favor | Cantons en contra | Cantons en contra | Resultat |
| Pregunta                                                                    | Vots      | %       | Vots      | %         | Blancs/nuls | Vots totals | Votants registrats | Participació | Tot             | Mig             | Tot               | Mig               | Resultat |
| --------------------------------------------------------------------------- | --------- | ------- | --------- | --------- | ----------- | ----------- | ------------------ | ------------ | --------------- | --------------- | ----------------- | ----------------- | -------- |
| Naturalització i integració més fàcils dels immigrants de tercera generació | 1,499,627 | 60.4    | 982,844   | 39.6      | 20,979      | 2,503,450   | 5,344,186          | 46.8         | 15              | 4               | 5                 | 2                 | Aprovat  |
| Fons per carreteres i infraestructura                                       | 1,503,746 | 61.9    | 923,783   | 38.1      | 63,791      | 2,491,320   | 5,344,186          | 46.6         | 20              | 6               | 0                 | 0                 | Aprovat  |
| Impostos sobre les empreses                                                 | 989,311   | 40.9    | 1,428,162 | 59.1      | 73,312      | 2,490,785   | 5,344,186          | 46.6         |                 |                 |                   |                   | Rebutjat |
| Font: Cancelleria Federal de Suïssa 1, 2, 3                                 |           |         |           |           |             |             |                    |              |                 |                 |                   |                   |          |

## Referèndum del maig

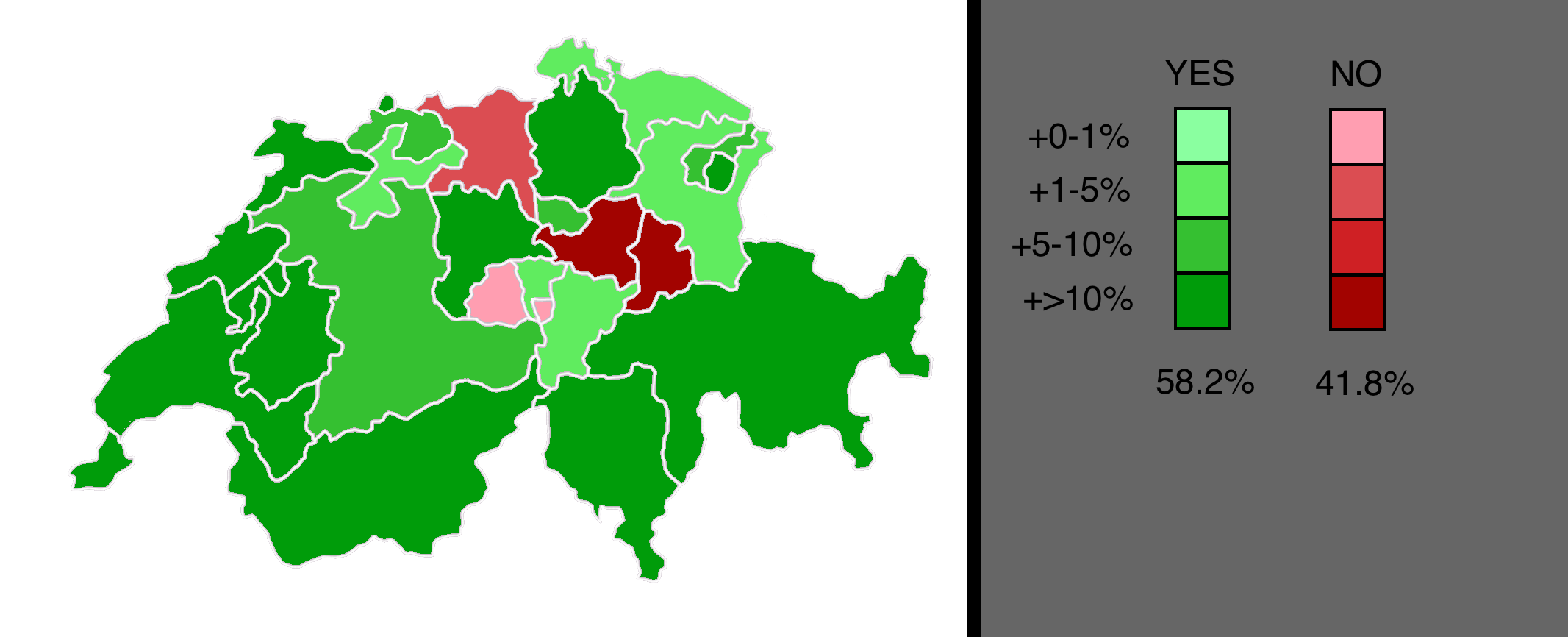
Resultats per cantó

Un referèndum va tenir lloc el 21 de maig sobre si acceptar o no la nova llei energètica, implementant l'Estratègia Energètica 2050, els objectius de la qual són avançar en l'abandonament de l'energia nuclear i augmentar les fonts d'energia renovable i energia eficient. El projecte va rebre l'oposició del Partit Popular Suís que va convocar el referèndum opcional en contra. Finalment el resultat de la votació va concloure en l'aprovació del projecte amb un 58% de vots a favor.

### Resultats
| Pregunta                            | A favor   | A favor | En contra | En contra | Blancs/nuls | Vots totals | Votants registrats | Participació | Resultat |
| Pregunta                            | Vots      | %       | Vots      | %         | Blancs/nuls | Vots totals | Votants registrats | Participació | Resultat |
| ----------------------------------- | --------- | ------- | --------- | --------- | ----------- | ----------- | ------------------ | ------------ | -------- |
| Llei energètica                     | 1,322,263 | 58.2    | 949,053   | 41.8      | 25,980      | 2,297,296   | 5,356,538          | 42.9         | Aprovat  |
| Font: Cancelleria Federal de Suïssa |           |         |           |           |             |             |                    |              |          |

## Referèndums del setembre
Tres referèndums van tenir lloc el 24 de setembre:
- Un sobre el Decret Federal sobre Seguretat Alimentària[9][10]
- Un sobre el Decret Federal sobre Finançament Addicional per Pensions de tipus OASI[11]
- Una llei Federal sobre les Reformes de les Pensions del 2020[11]

Els dos últims estaven relacionats, ja que la llei Federal sobre les Reformes de les Pensions del 2020 només hauria pogut prosperar si el Decret Federal sobre l'augment de finançament de les pensions OASI també s'hagués acceptat. La reforma de les pensions hauria augmentat l'edat de jubilació de les dones a 65 anys. Aquestes reformes tenien el suport dels partits polítics de centreesquerra i centre i rebien l'oposició dels partits de centredreta, com Partit Liberal Radical de Suïssa i el Partit Popular Suís.

### Resultats
| Pregunta                                    | A favor   | A favor | En contra | En contra | Blancs/nuls | Vots Totals | Votants registrats | Participació | Cantons a favor | Cantons a favor | Cantons en contra | Cantons en contra | Resultat |
| Pregunta                                    | Vots      | %       | Vots      | %         | Blancs/nuls | Vots Totals | Votants registrats | Participació | Tot             | Mig             | Tot               | Mig               | Resultat |
| ------------------------------------------- | --------- | ------- | --------- | --------- | ----------- | ----------- | ------------------ | ------------ | --------------- | --------------- | ----------------- | ----------------- | -------- |
| Seguretat alimentària                       | 1,943,180 | 78.7    | 524,919   | 21.3      | 63,110      | 2,531,209   | 5,372,748          | 47.1         | 20              | 6               | 0                 | 0                 | Aprovat  |
| Finançament addicional per pensions d'OASI  | 1,254,795 | 50.0    | 1,257,156 | 50.0      | 34,435      | 2,546,386   | 5,372,748          | 47.4         | 9               | 1               | 11                | 5                 | Rebutjat |
| Reformes de les pensions 2020               | 1,186,203 | 47.3    | 1,320,952 | 52.7      | 38,742      | 2,545,897   | 5,372,748          | 47.4         |                 |                 |                   |                   | Rebutjat |
| Font: Cancelleria Federal de Suïssa 1, 2, 3 |           |         |           |           |             |             |                    |              |                 |                 |                   |                   |          |